# Hekimoğlu
Hekimoğlu eigentlich Hekimoğlu İbrahim (* in Yassıtaş, Stadt Fatsa, Provinz Ordu; † 26. April 1913 in Fatsa) war ein türkischer Volksheld und Brigant (türk. eşkiya). Die ihm zugeschriebenen Taten sind mehr Sagen und Legenden als historisch verbürgte Tatsachen. Er führte einen Feldzug gegen Ağas (Großgrundbesitzer und Grundherren) und unterstützte die Bevölkerung.

## Herkunft
Hekimoğlu wuchs als Sohn einer Bauernfamilie bei einem Lehnsherren in der Provinz Ordu auf. Nach dem frühen Tod seines Vaters äußerte er gegenüber seinem Ağa mehrfach den Wunsch, eines seiner Felder übernehmen zu dürfen, worauf er von diesem bestraft wurde.
Als er sich in ein Mädchen verliebte, das mit dem Ağa zwangsweise verlobt war, forderte dieser Hekimoğlu zu einem Duell heraus. Am vereinbarten Treffpunkt wurde er jedoch von mehreren Männern überfallen, worauf er mit zwei seiner Cousins in die Berge floh.

## Hekimoğlu als Rebell
Hier baute er für sich und seine Gefährten die berühmten bespiegelten Gewehre (türk. Aynalı Martin) und begann einen Rachefeldzug gegen alle Ağas der Gegend. Da er mit seiner Beute der Bevölkerung half, gewann er deren Unterstützung.
Daraufhin wurde von den Ağas ein Kopfgeld ausgesetzt, mit Hilfe der Bevölkerung konnten er und seine Cousins sich jedoch lange Zeit der Festnahme entziehen.

## Tod
Bei einem späteren Feldzug wurden seine Cousins erschossen, während er entkommen konnte. Der Bürgermeister von Fatsa bot ihm scheinbar Unterschlupf, war jedoch von den Lehnsherren bestochen worden. Beim Angriff der Gendarmerie floh Hekimoğlu angeschossen in ein altes Haus und verschanzte sich auf einem Balkon. Da die Gendarmen wussten, dass er Georgisch versteht, täuschten sie durch lautes Gespräch vor, keine Munition mehr zu haben, und lockten ihn so ins Freie, wo er erschossen wurde.

## Nach dem Tod
Seinem Leben ist das „Hekimoğlu Türküsü“, ein türkisches Volkslied, gewidmet, in dem er „Aslan Yürekli“ (dt.: „Löwenherz“) genannt wird.